# Wachtberg
Wachtberg är en kommun i Rhein-Sieg-Kreis i det tyska förbundslandet Nordrhein-Westfalen, belägen direkt söder om staden Bonn. Kommunen har cirka 21 000 invånare. I Wachtbergs kommun ingår även tretton småorter, kommuner fram till sammanslagningen 1 augusti 1969, som kommundelar: Adendorf mit Klein Villip, Arzdorf, Berkum, Fritzdorf, Gimmersdorf, Holzem, Ließem, Niederbachem, Oberbachem mit Kürrighoven, Pech, Villip mit Villiprott, Werthhoven och Züllighoven.